# 2004년 대한민국의 영화
다음은 2004년에 대한민국의 영화에 관한 서술한다.

## 박스 오피스
2004년 대한민국 내에서 개봉한 영화를 대상으로 한 대한민국 박스오피스 순위이다. 영화진흥위원회 통합전산망 서비스가 시작하였다.
| 순위 | 제목                           | 개봉일자  | 관객수 (명) | 비고 |
| ---- | ------------------------------ | --------- | ----------- | ---- |
| 1    | 《태극기 휘날리며》            | 2월 5일   | 11,746,135  |      |
| 2    | 《실미도》                     | 12월 24일 | 11,211,830  |      |
| 3    | 《미션 임파서블: 폴아웃》      | 5월 21일  | 3,851,000   |      |
| 4    | 《슈렉 2》                     | 6월 18일  | 3,300,533   |      |
| 5    | 《 어린신부》                  | 4월 2일   | 3,149,500   |      |
| 6    | 《말죽거리 잔혹사》            | 1월 16일  | 3,115,767   |      |
| 7    | 《투모로우》                   | 6월 3일   | 3,006,400   |      |
| 8    | 《 귀신이 산다》               | 9월 17일  | 2,890,000   |      |
| 9    | 《내 머리 속의 지우개》        | 11월 5일  | 2,565,078   |      |
| 10   | 《해리포터와 아즈카반의 죄수》 | 7월 16일  | 2,532,000   |      |

## 이벤트 및 수상
- 제5회 전주국제영화제
- 제40회 백상예술대상
- 제8회 부천국제판타스틱영화제
- 제9회 부산국제영화제
- 제41회 대종상 영화제
- 제24회 한국영화평론가협회상
- 제25회 청룡영화상
- 제27회 황금촬영상
- 제3회 대한민국 영화대상
- 제12회 춘사나운규영화예술제

## 같이 보기
- 2004년 영화
- 대한민국의 영화